# Campeonato Alagoano Segunda Divisão 2018
In 2018 werd de 32ste editie van het Campeonato Alagoano Segunda Divisão gespeeld voor voetbalclubs uit de Braziliaanse staat Alagoas. De competitie werd georganiseerd door de FAF en werd gespeeld van 22 september tot 10 november. Jacyobá werd kampioen.

## Eindstand
| Plaats | Club              | Wed. | W | G | V | Saldo | Ptn. |
| ------ | ----------------- | ---- | - | - | - | ----- | ---- |
| 1.     | Jacyobá           | 6    | 4 | 0 | 2 | 17:6  | 12   |
| 2.     | Sete de Setembro  | 6    | 4 | 0 | 2 | 14:5  | 12   |
| 3.     | FF Porto Calvense | 6    | 4 | 0 | 2 | 9:8   | 12   |
| 4.     | São Domingos      | 6    | 0 | 0 | 6 | 1:22  | 0    |

|  | Kampioen |

## Kampioen
| Campeonato Alagoano de 2018 - Segunda Divisão |
| Alagoas                                       |
| --------------------------------------------- |
| JACYOBÁ Kampioen (1° titel)                   |